# Urraca Salvadórez
Urraca Salvadórez (? - 1025) fou infanta de Castella i comtessa consort de Castella (995 - 1017).
Era filla de Salvador Pérez de Castella i, per tant, neta de l'infant Pere Fernández de Castella, fill al seu torn del comte de Castella Ferran González.
Vers el 994 es casà amb el seu parent Sanç I Garcia de Castella amb qui va tenir sis fills:
- l'infant Ferran Sanxes, mort jove
- la infanta Múnia I de Castella (995-1066), comtessa de Castella i casada el 1010 amb el comte Sanç III de Navarra
- la infanta Sança de Castella (1006 - 1027), casada amb el comte de Barcelona Berenguer Ramon I
- l'infant Garcia II de Castella (1010-1029), comte de Castella
- la infanta Ximena de Castella (1012-1063), casada el 1028 amb Beremund III de Lleó
- la infanta Trígida de Castella, abadessa de Sant Salvador d'Ona